# هوي جون
هوي جون (بالصينية: 惠钧) هو لاعب تنس الطاولة صيني، ولد في القرن العشرين.